# François Gigot de La Peyronie
François Gigot de La Peyronie (Montpellier, 15 de enero de 1678 - Versalles, 25 de abril de 1747) fue un médico y cirujano francés. Su nombre ha pasado a la historia por haber realizado la descripción de una enfermedad del pene que ha sido denominada enfermedad de Peyronie.

## Biografía
Inició su formación con estudios de filosofía y cirugía en Montpellier, en 1695 obtuvo el título de barbero-cirujano, posteriormente se trasladó a París, donde amplió su formación médica como alumno de Geroges Marescha (1658-1736) jefe de cirugía del Hôpital de la Charité. Tras su regreso a Montpellier, fue nombrado en 1714 cirujano mayor del Hôtel-Dieu de Montpellier. Posteriormente obtuvo el nombramiento de cirujano del Hôpital de la Charité de París. En 1736, tras la muerte de Georges Mareschal, pasó a ser el cirujano personal del rey Luis XV, en 1743 realizó la descripción de una enfermedad del pene que consiste en una induración de los cuerpos cavernosos que provoca su incurvamento durante la erección y que actualmente recibe en su honor el nombre de enfermedad de Peyronie.